# Emília Pomar
Emília Pomar de Sousa Machado (* 1. Juli 1857 in Cacilhas; † 15. November 1944 in Lissabon) war eine portugiesische Schriftstellerin und Dichterin des Spiritismus.

## Werdegang
Sie war Tochter des Kaufmanns Júlio Pomar, der ursprünglich aus Galicien stammte und sich in Cacilhas mit einem Lager für Oliven niedergelassen hatte. Ihre Fremdsprachenkenntnisse umfassten das Italienische, das Französische, das Spanische und Latein. Aus dem Französischen übersetzte sie den Roman Le Crime de Jean Malory von Ernest Daudet, der 1885 unter dem Titel O crime do João Malory im Feuilleton der Zeitung O Sul do Tejo abgedruckt wurde.
Ihr Gedicht Ignota Almada, in dem sie den Widerstand der Bewohner von Almada gegen die kastilischen Truppen während er Schlacht von Lissabon im Jahr 1384 schildert, wurde von Leonel Duarte Ferreira vertont. Für mehr als 30 Jahre war sie Mitarbeiterin der Zeitschrift Luz e Caridade.
In ihrem Heimatort Cacilhas wurde die Rua Emília Pomar nach ihr benannt.

## Werke
- A Pecadora